# Libertad Digital
Libertad Digital (LD) es un diario de Internet editado íntegramente en español desde el 8 de marzo de 2000. Se define explícitamente como liberal. 

## Orígenes
La idea de Libertad Digital se empieza a gestar a finales de noviembre de 1999, como una iniciativa del grupo que llevaba unos años alentando una revista de divulgación ideológica e histórica en papel, llamada La Ilustración Liberal, que en la actualidad dirige Mario Noya. Ese grupo, más bien informal y basado en relaciones de amistad previas, era animado por el periodista Federico Jiménez Losantos, el también periodista Javier Rubio Navarro y por José María Marco, director de la revista. También estaba en ese grupo originario el economista y jurista Alberto Recarte, que asumiría la presidencia de Libertad Digital por su experiencia en la gestión de los aspectos empresariales que precisaba el proyecto, y que estuvo a punto de ingresar en prisión por el caso de las tarjetas en negro de CajaMadrid.
Javier Rubio, que había dejado la revista GEO en agosto de 1999, asumió la dirección ejecutiva para poner en marcha Libertad Digital en marzo de 2000, con una plantilla de 16 personas en la redacción. Junto a ellos, un nutrido grupo de periodistas y profesionales de la comunicación de habla hispana contribuyó suscribiendo acciones.[cita requerida]
Su primera edición vio la luz el 8 de marzo de 2000. Guillermo Dupuy, Jesús Gómez Ruiz, Fernando Díaz Villanueva, Daniel Rodríguez Herrera, Víctor Gago, Juan Ramón Rallo, José Carlos Rodríguez, Mario Noya y Luis Herrero Goldázar han ejercido de jefes de opinión y editorialistas. Vía Recarte se sumaron algunos liberales post-hayekianos. Además, existían contactos con el grupo de liberales hispanoamericanos en torno a la fundación de Mario Vargas Llosa, que participaban en La Ilustración Liberal, y con miembros hispanohablantes del Cato Institute. Empiezan a colaborar otros liberales menos adscritos a una escuela determinada, como Francisco Cabrillo, José Raga o Carlos Rodríguez Braun, gran divulgador del liberalismo durante mucho tiempo en la Cadena Ser y luego en Onda Cero. También se publicaron artículos de Pedro Schwartz.
Otro personaje importante desde el principio fue Carlos Semprún Maura. También, desde posiciones y trayectorias distintas, Antonio López Campillo, Gabriel Albiac, Amando de Miguel y César Vidal se cuentan entre sus primeros colaboradores. También los periodistas Germán Yanke y Enrique de Diego estuvieron en sus comienzos, aunque acabaron abandonando el proyecto y hoy se declaran alejados de sus principales postulados editoriales y deontológicos.
Una vez consolidado el proyecto, se fue incorporando paulatinamente una nueva generación de jóvenes liberales, la que Juan Carlos Girauta (otro de sus colaboradores más activos) ha denominado como la eclosión liberal.
En enero de 2005 lanzaron una versión en inglés, The Spain Herald, que traducía noticias y artículos de opinión de la versión en castellano. Dejó de editarse en junio de 2006.
En septiembre de 2009, se llevó a cabo una nueva ampliación de capital a un precio de 19€ por acción, quedando la mayoría de los nuevos títulos emitidos en manos de los accionistas de referencia, si bien una pequeña parte fue a parar a manos de inversores particulares.

### Financiación
Su accionariado inicial estaba compuesto por 2 grupos que se repartían el capital a partes iguales: el Grupo Intereconomía de Julio Ariza, de orientación católica, y el grupo de orientación liberal formado Federico Jiménez Losantos, Alberto Recarte y Javier Rubio, entre otros. Posteriormente, Libertad Digital realizó una ampliación de capital por importe de 486 000 euros, que representaba el 50% del capital social, y una oferta pública de suscripción de acciones por valor de 5,34 millones de euros. En septiembre de 2005, Julio Ariza vendió sus acciones (el 21,3% del capital de Libertad Digital) a Arturo Baldasano por 3,8 millones de euros. En octubre de 2005, Arturo Baldasano se desprendió de la mitad de sus acciones ya que su sorpresiva entrada en el accionariado fue vista con reticencia por grupo de socios liderado por Federico Jiménez Losantos. Una parte importante de esas acciones fueron compradas por Federico Jiménez Losantos y Alberto Recarte. Así, Losantos, Recarte y Baldasano quedaron como accionistas de referencia de la sociedad, con una participación próxima al 11% cada uno.
Según recogieron algunos medios, el antiguo tesorero del Partido Popular, Luis Bárcenas, confesó durante el interrogatorio del juez Pablo Ruz que el Partido Popular inyectó en 2004 más de 400 000 euros a Libertad Digital durante una ampliación de capital, dinero negro que procedería de la llamada «Caja B» del partido, sacada a la luz con el escándalo de los papeles de Bárcenas. Sin embargo, el diario desmintió que el PP inyectara capital directamente, siendo la ampliación supervisada por la CNMV, sino que fue de forma individual por miembros del Partido Popular con fondos de dudosa procedencia del propio partido, no siendo imputado delito alguno los actuales o pasados directivos del medio. Por este asunto, el abogado Gonzalo Boye puso una querella al diario digital que fue desestimada.

## El diario
Aparte de la información diaria, Libertad Digital se define como un diario de opinión. Cuenta con casi un centenar de colaboradores fijos que arrojan un promedio de 12 columnas diarias. Desde enero de 2005 hasta junio de 2012, el diario contó con sendos suplementos especiales de lunes a viernes bajo los títulos Exteriores, Ideas, Iglesia, Libros y Fin de Semana, aunque en julio de 2009 el suplemento religioso fue sustituido por el de Historia. Estuvieron dirigidos por el periodista Mario Noya, actual jefe de opinión. El editor y fundador sigue siendo la firma principal del diario, aunque en los últimos años han surgido otros columnistas. Entre sus firmas más representativas figuran Gabriel Albiac, Amando de Miguel, Carlos Rodríguez Braun, César Vidal, Alberto Míguez, Francisco Cabrillo, Fray Josepho, José García Domínguez, Horacio Vázquez-Rial, Cristina Losada, Luis del Pino, Serafín Fanjul, Alberto Acereda, Agapito Maestre, Juan Ramón Rallo, Antonio José Chinchetru, José Carlos Rodríguez, Pedro de Tena y el GEES. En 2004 la editorial Hoja Perenne publicó el primer anuario de opinión de Libertad Digital, un libro de 150 páginas en las que salieron por vez primera en papel una selección de 100 columnas.
Está estructurado en secciones: nacional, internacional, economía (bajo el nombre de Libre Mercado), deportes, cultura, ciencia y tecnología y corazón (bajo el nombre de Chic), así como una sección de motor fruto de la colaboración con Motor 16. La actualización de noticias es constante desde las 7 de la mañana hasta las 12 de la noche. Principalmente se nutre de noticias de agencia aunque, en algunas secciones, se llevan a cabo labores de investigación.
Publicó además los editoriales gráficos de los humoristas estadounidenses Cox & Forkum hasta la retirada de estos de su actividad y del viñetista Borja Montoro de febrero de 2013 a marzo de 2015.

## Línea editorial
El peso del periódico lo representan las noticias y los artículos de opinión. Se nutre generalmente de agencias para cubrir la información, pero en los últimos años ha ido apostando paulatinamente por la información propia. Sus numerosos colaboradores abarcan un amplio abanico que va desde el neoconservadurismo hasta el liberalismo libertario pasando por el liberalismo clásico.[cita requerida] Suele tener colaboraciones de liberales y neoconservadores estadounidenses (como la conservadora Fundación Heritage y el libertario Cato Institute) y se hace eco con frecuencia de noticias, editoriales y entrevistas realizadas en medios de tendencia liberal-conservadora como el Wall Street Journal o Fox News. 
Libertad Digital ha expresado usualmente opiniones contrarias al supuesto «revanchismo histórico» de determinados sectores de izquierda con respecto a la guerra civil española, así como el rechazo a la controvertida Ley de Memoria Histórica por considerar que su verdadera intención es resucitar la contienda como arma política, iniciativas que caracterizaron en buena medida la etapa de José Luis Rodríguez Zapatero como presidente del Gobierno. Algunos artículos del polémico historiador revisionista Pío Moa publicados en este medio han justificado determinados aspectos de la dictadura franquista, punto en el cual ha encontrado la oposición de otro importante colaborador como es César Vidal. Aun así, ambos historiadores y articulistas de Libertad Digital coinciden en la desmitificación de la II República española como ideal democrático y de libertades del cual el actual estado sería heredero directo, considerando realmente a la moderna democracia española y a su Constitución más bien como una evolución del régimen autoritario anterior. Igualmente, Libertad Digital ha venido publicando con cierta frecuencia opiniones de articulistas, entre los que estaba Pío Moa hasta su marcha definitiva del medio en diciembre de 2011, con posiciones cercanas al anticomunismo y el conservadurismo (reflejado en sus posiciones sobre el aborto, el matrimonio o la homosexualidad). Algunos han querido véase también en estos artículos de opinión cierta alineación con ideas nacionalistas, cuando en realidad han sido críticas y análisis de lo que ha supuesto históricamente el nacionalismo español a lo largo de los siglos XIX y XX, así como de su comparación con otros nacionalismos periféricos.[cita requerida]
Libertad Digital no se identifica completamente con la ideología de ningún partido político nacional.. En cambio, suele ser muy crítico con los dos partidos mayoritarios de ámbito nacional, tanto con el Partido Socialista Obrero Español como con el Partido Popular, así como con los nacionalismos separatistas y el comunismo. Estas críticas se fundamentan en buena medida en el intervencionismo económico y cultural, así como en la consideración de que la izquierda española ha perdido la idea original de nación procedente de las Cortes de Cádiz.
Libertad Digital ha mantenido siempre una postura muy crítica con el proceso de paz con ETA, calificando a dicho proceso como «lleno de mentiras», plagado de «cesiones», «desprecio a las víctimas» y «atropellos al Estado de Derecho». En sus páginas, se aloja el blog del periodista Luis del Pino, quien junto al movimiento Peones Negros, se dedica a difundir los detalles del sumario judicial del 11-M, exponiendo posibles contradicciones contenidas en él. El 7 de diciembre de 2023, fueron condenados a pagar 4 000 euros por "afirmaciones inveraces" al acusar a dos artistas de proetarras cuando la causa hacía éstos ya había sido archivada.
En política exterior, Liberad Digital mantiene una posición euroescéptica,  muy crítica con la Unión Europea y la burocracia de que, en su opinión, adolecen sus instituciones y se opone a la centralización del poder en Bruselas.

## Difusión
En mayo de 2009, la Oficina de Justificación de la Difusión (OJD) lo situaba en el puesto 39 de los medios de comunicación digitales con más visitas únicas diarias.